# Relações entre Armênia e Uruguai
As relações entre Armênia e Uruguai são as relações diplomáticas estabelecidas entre a República da Armênia e a República Oriental do Uruguai. Estas relações foram estabelecidas em 27 de maio de 1992. A Armênia é representada no Uruguai por meio de sua embaixada na Argentina e por um consulado honorário em Montevidéu. O Uruguai é representado na Armênia por sua embaixada na Rússia e por um consulado em Ierevan.

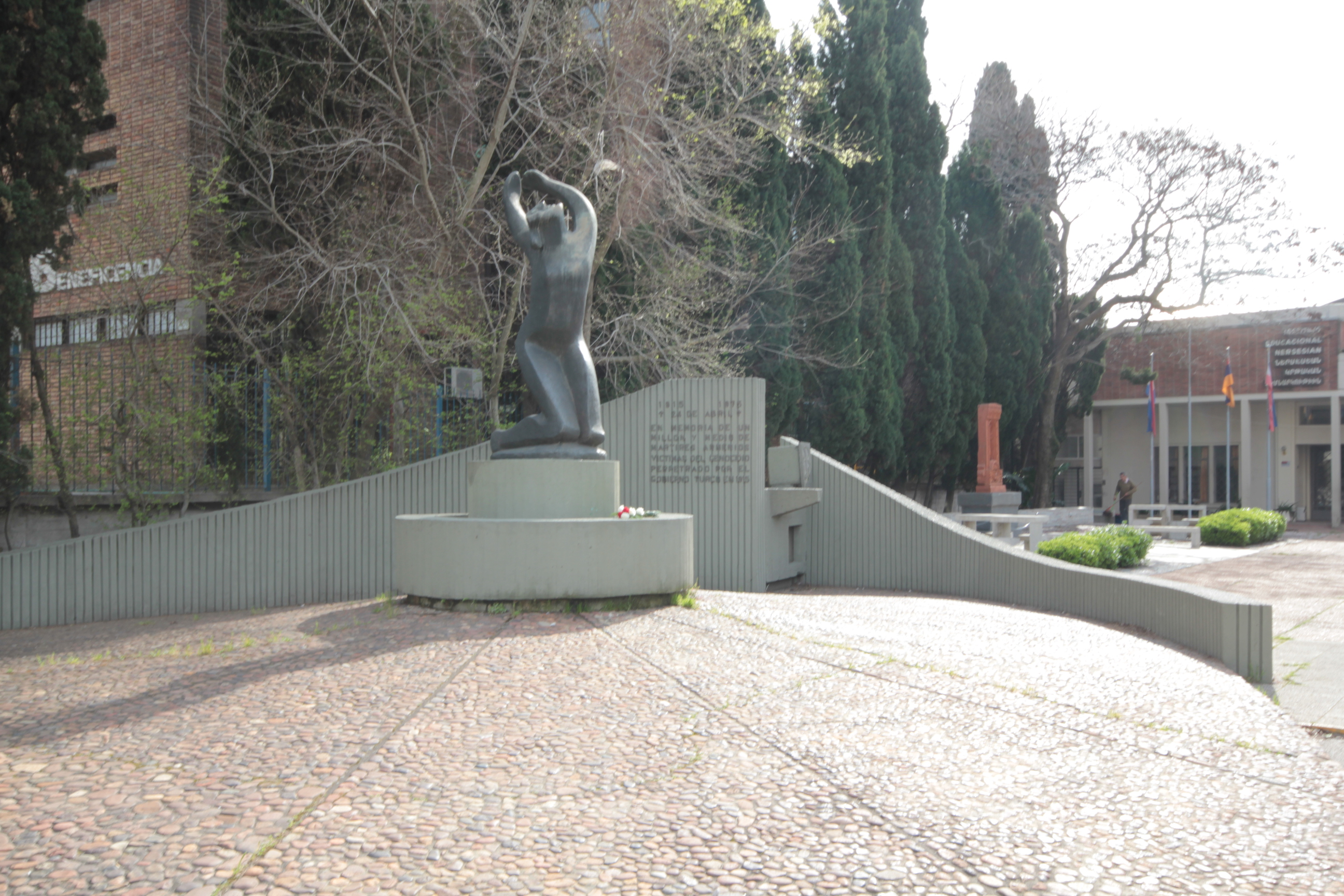
Monumento ao Genocídio Armênio, Montevidéu.

Atualmente existem aproximadamente 19 mil descendentes de armênios vivendo no Uruguai, que foi o primeiro país a reconhecer o Genocídio Armênio, em 20 de abril de 1965.